# Immanuel Ngatjizeko

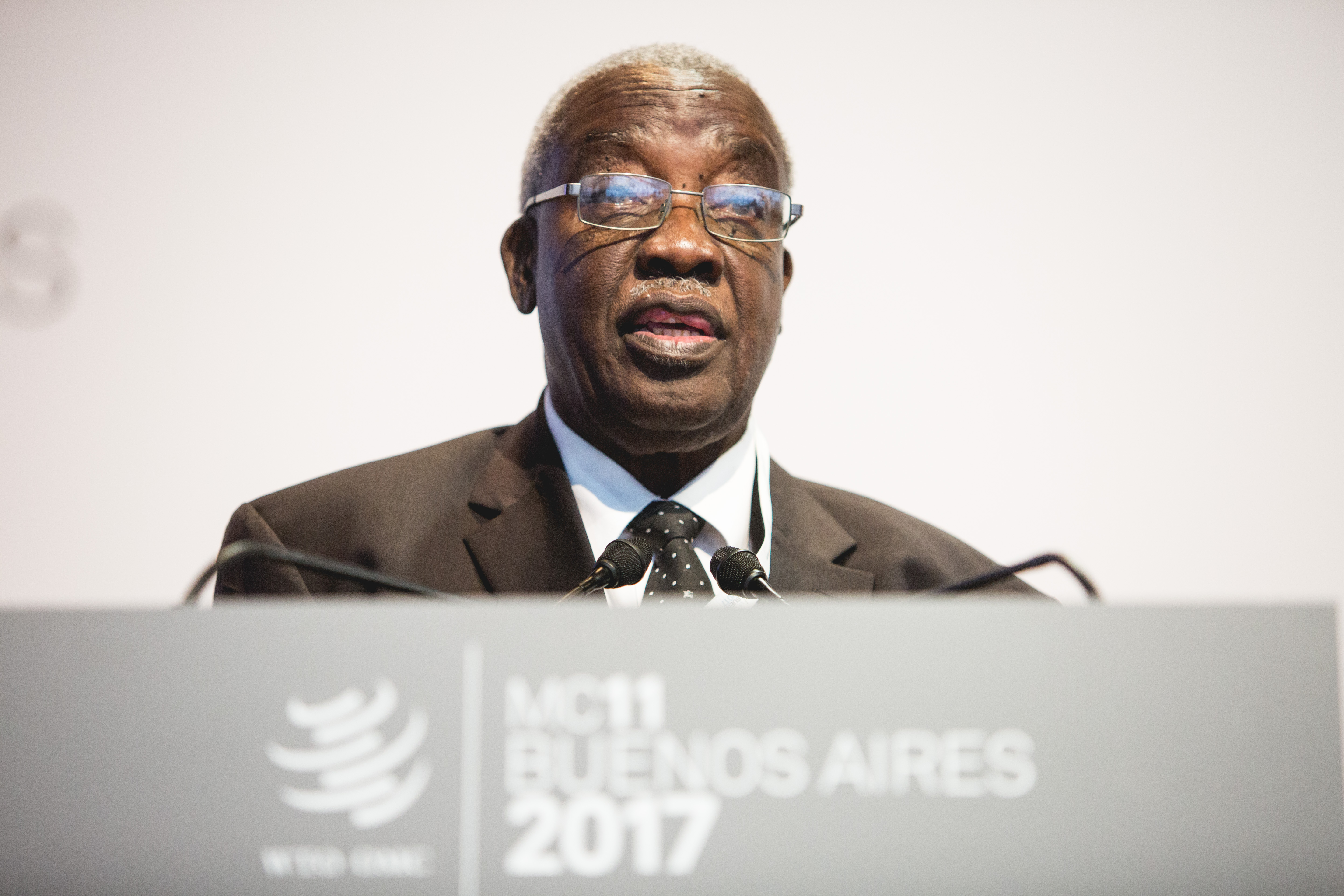
Immanuel Ngatjizeko (2017)

Immanuel Ngatjizeko (* 30. Mai 1952 in Otjohorongo, Südwestafrika; † 5. März 2022 in Windhoek) war ein namibischer Politiker (SWAPO) und Minister.

## Leben
Immanuel Ngatjizeko besuchte das Augustineum in Windhoek (1968–1972) und studierte Commerce and Administration an der Universität Fort Hare (1974–1976). Er war in Leitungsfunktionen der Finanzwirtschaft tätig. Von 1980 bis 1994 war er Finanzchef des Council of Churches in Namibia (CNN); von 1987 bis 2000 gehörte er der Synode der Evangelisch-Lutherischen Kirche in Namibia an. Von 1994 bis 1997 war er Geschäftsführer der Investmentfirma Zebra Holdings. Von 1998 bis 2000 war er Direktor der National Housing Enterprise.
Er war ab 1991 Mitglied der SWAPO und hatte zahlreiche wichtige Positionen in der SWAPO inne, darunter von 1997 bis 2002 die des Finanzsekretärs.
Immanuel Ngatjizeko war vom 11. Dezember 1992 bis 23. Februar 1998 Councillor der Stadt Windhoek. Er war von 1999 bis 2000 Bürgermeister der Stadt Windhoek. Er war seit 2000 Mitglied der Nationalversammlung Namibias und von 2003 bis 2005 Direktor der nationalen Planungskommission (NPC).
Ngatjizeko war Kabinettsmitglied der namibischen Regierung in folgenden Positionen:
- 1997–2003 Stellvertretender Handels- und Industrieminister
- 2003–2005 Generaldirektor: Nationale Planungskommission
- 2005–2008 Handels- und Industrieminister
- 2008–2012 Arbeitsminister
- 2012–2015 Sicherheitsminister
- 2015–2018 Handels- und Industrieminister
- 8. Februar 2018[2] bis 21. Februar 2018[3] Minister für Präsidentschaftsangelegenheiten

Am 5. März 2022 starb Ngatjizeko im Alter von 69 Jahren.
Nach seinem Tod wurde ihm der Heldenstatus zugesprochen und er erhielt ein Staatsbegräbnis.